# 戸畑共同火力発電所
戸畑共同発電所（とばたきょうどうかりょくはつでんしょ）は、福岡県北九州市戸畑区大字中原字先の浜46-93にある火力発電所。九州共同発電株式会社が設置・運営している。

## 概要
八幡製鐵（現、日本製鉄）と九州電力の共同出資により設立された戸畑共同火力株式会社が設置した火力発電所で、1969年4月に1号機が運転を開始、4号機までが建設された。その後、老朽化により1号機が廃止され、2010年には5号機が増設された。
隣接する日本製鉄九州製鉄所八幡地区で発生する副生ガス（高炉ガスや転炉ガス、コークス炉ガス）、液化天然ガス (LNG)、石炭を燃料に発電を行っている。LNGは北九州エル・エヌ・ジーの基地で気化したガスをパイプラインで受け入れている。発電された電力は日本製鉄と九州電力に供給されている。
2024年10月以降、戸畑共同火力株式会社と大分共同火力株式会社との統合により発足した九州共同発電株式会社が運営している

## 発電設備
- 総出力：89.1万kW[1]

2号機
定格出力：15.6万kW
使用燃料：石炭（2004年2月1日に重油から転換）、高炉ガス、転炉ガス、コークス炉ガス
営業運転開始：1971年6月1日
3号機
定格出力：25万kW
燃料：LNG（1977年4月に重油から転換）、高炉ガス、転炉ガス、コークス炉ガス
営業運転開始：1972年7月1日
4号機
定格出力：37.5万kW
使用燃料：LNG（1977年4月に重油から転換）、高炉ガス、転炉ガス、コークス炉ガス
営業運転開始：1978年3月1日
5号機
定格出力：11万kW
使用燃料：石炭、LNG
営業運転開始：2010年4月1日

## 廃止された発電設備
1号機（廃止）
定格出力：15.6万kW
使用燃料：重油、高炉ガス、転炉ガス、コークス炉ガス
営業運転期間：1969年4月1日 - 1989年3月31日